# ImagiNation
ImagiNation è un singolo del rapper italiano Enigma, pubblicato il 12 maggio 2017 come secondo estratto dal terzo album in studio Shardana.

## Tracce
1. ImagiNation – 3:05